# Конвісарство

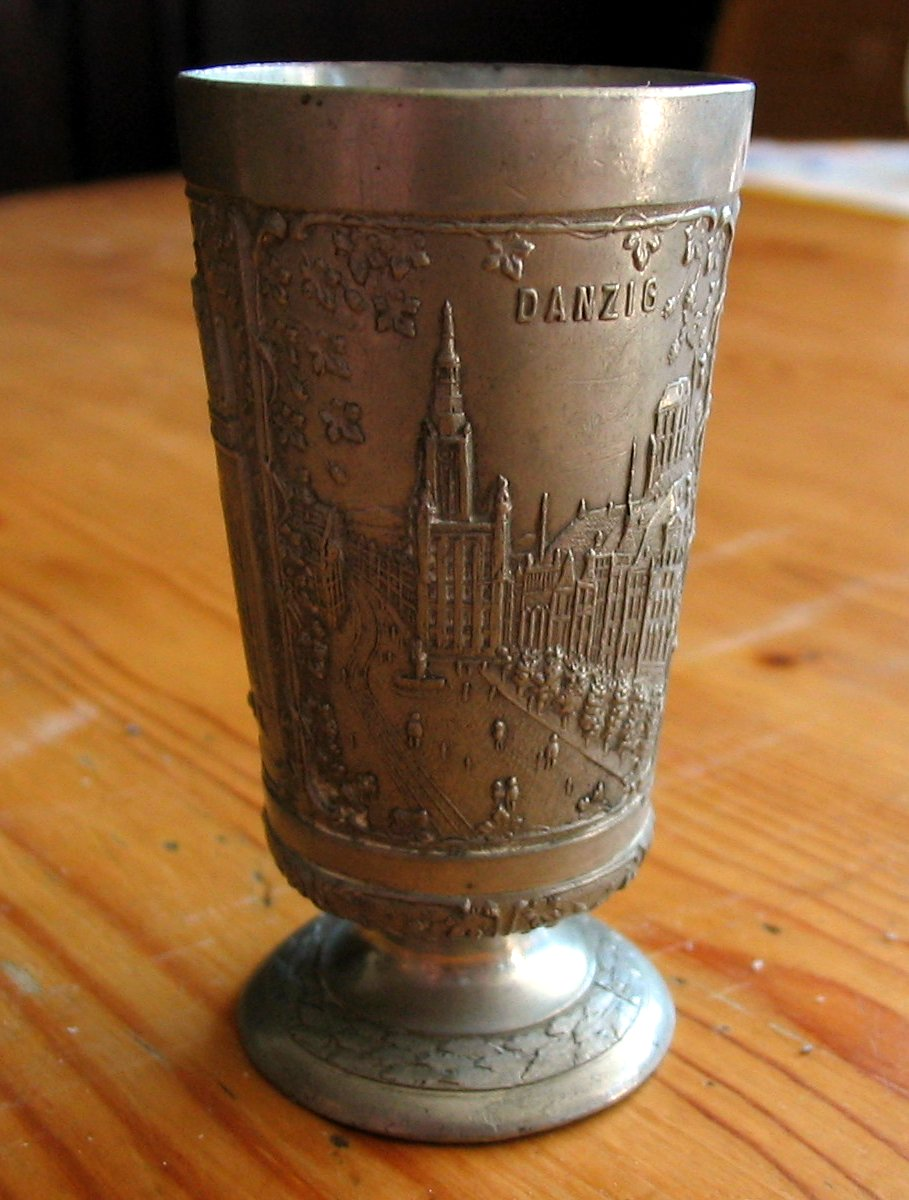
Олов'яний келих

Конвіс́арство (нім. Kannengießer) — ремесло, пов'язане з виробництвом предметів із олова, переважно литтям. В Україні було відоме вже з XV ст., а в Києві, Львові тоді вже були окремі цехи конвісарів. На Правобережжі конвісарські майстерні називали також гамарнями. Конвісари відливали різні речі столового й кухонного начиння, недорогу біжутерію: дзбанки, кварти, келихи, кубки, пляшки, полумиски, тарілки, чарки, ланцюжки. Речі церковного вжитку: дароносиці, дискоси, ліхтарні, свічники, хрести, чаші, ложечки — прикрашали орнаментом, зображеннями святих, біблійними сценами. Відливали переважно пласкі вироби, часом кували з бляхи. Багатобічний посуд паяли з вирізаних пластин. Для оздоблення вживали різні техніки: карбування, гравірування, крацювання, золочення, сріблення, фарбування.
Вироби відливали із сплавів олова зі свинцем, рідше чистого олова. В Європі сплав найнижчої проби містив переважно 2 частини олова й 1 частину свинцю. Сплав найвищої проби (нім. lauter, «англійське олово») не містив свинцю, натомість на 100 частин олова міг мати 1 частину іншого металу.
Вироби цехових конвісарів мали мати обов'язкові клейма. Контроль за якістю виробів і дотримання правил клеймування за привілеями, які надавалися правителями держав, мали здійснювати керівники конвісарських цехів або міська влада, якщо місто мало Маґдебурзьке право. Клейма відтворювали знаки міста, майстра і якість (пробу) олова. Частина виробів, які виконувалися поза межами цехів, не мала клейм.
Від XIV до XVII сторіччя олово належало до коштовних металів, тому збирання, колекціонування виробів з нього трактувалося, зокрема, як інвестиція чи збереження капіталу. Конвісари працювали на виконання замовлень заможних родин, козацької старшини, церков, монастирів чи ратуш.
Згасання конвісарства припало на кінець XVIII — середину XIX ст., що передусім відбулося через поширення промислової металообробки, зокрема штампування.
Пам'яток цього ремесла збереглося небагато, бо вироби з олова, котрі вийшли з ужитку, часто були брухтом для виготовлення нових виробів. Також, в олов'яних виробах за низьких температур відбувається алотропне  перетворення зі зміною типу кристалічної ґратки, яке спричиняє руйнування олова і розсипання виробів у порошок. Це явище відоме як «олов'яна чума». У Львівському історичному музеї зберігається колекція з понад 130 виробів конвісарства XVI—XIX ст. з різних країн Європи.